# Ibrohimxalil Yoʻldoshev
Ibrohimxalil Xabibulla oʻgʻli Yoʻldoshev (ur. 14 lutego 2001 w Yangiyerze) – uzbecki piłkarz grający na pozycji lewego obrońcy lub lewego pomocnika, reprezentant Uzbekistanu.

## Sukcesy
Paxtakor Taszkent
- Mistrzostwo Uzbekistanu: 2019, 2021
- Zdobywca Superpucharu Uzbekistanu: 2021